# Popis invazivnih stranih vrsta koje izazivaju zabrinutost u Uniji
Nastavno na Uredbu Europske unije 1143/2014 o invazivnim stranim vrstama (Anonymous 2014), Europska komisija je 2016. objavila prvi popis invazivnih stranih vrsta koje izazivaju zabrinutost u Uniji, koja je sadržavala 37 vrsta (Anonymous 2016). Popis je prvi put proširen 2017. godine na 49 vrsta (Anonymous 2017). Proširenjem u 2019. godini, 66 vrsta se nalazi na popisu (Anonymous 2019).
Na vrste s popisa primjenjuju se ograničenja na držanje, uvoz, prodaju, razmnožavanje i uzgajanje. Države članice moraju poduzeti mjere da zaustave njihovo širenje, primjene praćenje i uklanjanje ovih vrsta. I u slučajevima kada je vrsta s popisa već rasprostranjena u državi članici, očekuje se upravljanje vrstom koje će spriječiti njezimo daljnje širenje.

## Redajuća tablica invazivnih stranih vrsta koje izazivaju zabrinutost u Uniji
| Znanstveno ime                                                 | Hrvatsko ime                | Taksonomska grupa | EU   |
| -------------------------------------------------------------- | --------------------------- | ----------------- | ---- |
| Acacia saligna (Labill.) H.L.Wendl.                            | /                           | biljke            | 2019 |
| Acridotheres tristis Linnaeus, 1766                            | smeđa mina                  | ptice             | 2019 |
| Ailanthus altissima (Mill.) Swingle                            | žljezdasti pajasen          | biljke            | 2019 |
| Alopochen aegyptiaca Linnaeus, 1766                            | egipatska guska             | ptice             | 2017 |
| Alternanthera philoxeroides (Mart.) Griseb.                    | Krokodilska trava           | biljke            | 2017 |
| Andropogon virginicus L.                                       | /                           | biljke            | 2019 |
| Arthurdendyus triangulatus (Dendy, 1894) Jones & Gerard (1999) | New Zealand flatworm        | plošnjaci         | 2019 |
| Asclepias syriaca L.                                           | pravo cigansko perje        | biljke            | 2017 |
| Baccharis halimifolia L.                                       | /                           | biljke            | 2016 |
| Cabomba caroliniana Gray                                       | /                           | biljke            | 2016 |
| Callosciurus erythraeus Pallas, 1779                           | Palasova vjeverica          | sisavci           | 2016 |
| Cardiospermum grandiflorum Sw.                                 | Balloon vine                | biljke            | 2019 |
| Cortaderia jubata (Lemoine ex Carrière) Stapf                  | Purple pampas grass         | biljke            | 2019 |
| Corvus splendens Viellot, 1817                                 | Indijska vrana              | ptice             | 2016 |
| Ehrharta calycina Sm.                                          | Perennial veldtgrass        | biljke            | 2019 |
| Eichhornia crassipes (Martius) Solms                           | vodeni zumbul               | biljke            | 2016 |
| Elodea nuttallii (Planch.) St. John                            | Nuttalliieva vodena kuga    | biljke            | 2017 |
| Eriocheir sinensis H. Milne Edwards, 1854                      | Chinese mitten crab         | rakovi            | 2016 |
| Gunnera tinctoria (Molina) Mirbel                              | čileanska rabarbara         | biljke            | 2017 |
| Gymnocoronis spilanthoides (D.Don ex Hook. & Arn.) DC.         | Spadeleaf plant             | biljke            | 2019 |
| Heracleum mantegazzianum Sommier & Levier                      | Divovski svinjski korov     | biljke            | 2017 |
| Heracleum persicum Fischer                                     | Persian hogweed             | biljke            | 2016 |
| Heracleum sosnowskyi Mandenova                                 | Sosnowski's hogweed         | biljke            | 2016 |
| Herpestes javanicus É. Geoffroy Saint-Hilaire, 1818            | Small Asian mongoose        | sisavci           | 2016 |
| Humulus scandens (Lour.) Merr.                                 | Japanski hmelj              | biljke            | 2019 |
| Hydrocotyle ranunculoides L. f.                                | Floating pennywort          | biljke            | 2016 |
| Impatiens glandulifera Royle                                   | Himalayan balsam            | biljke            | 2017 |
| Lagarosiphon major (Ridley) Moss                               | Curly waterweed             | biljke            | 2016 |
| Lepomis gibbosus Linnaeus, 1758                                | sunčanica                   | ribe              | 2019 |
| Lespedeza cuneata (Dum.Cours.) G.Don                           | Chinese bushclover, sericea | biljke            | 2019 |
| Lithobates catesbeianus Shaw, 1802                             | American bullfrog           | vodozemci         | 2016 |
| Ludwigia grandiflora (Michx.) Greuter & Burdet                 | Water primrose              | biljke            | 2016 |
| Ludwigia peploides (Kunth) P.H. Raven                          | Floating primrose           | biljke            | 2016 |
| Lygodium japonicum (Thunb.) Sw.                                | Vine-like fern              | biljke            | 2019 |
| Lysichiton americanus Hultén & H. St. John                     | American skunk cabbage      | biljke            | 2016 |
| Microstegium vimineum (Trin.) A. Camus                         | Japanese stiltgrass         | biljke            | 2017 |
| Muntiacus reevesi Ogilby, 1839                                 | Muntjac deer                | sisavci           | 2016 |
| Myocastor coypus Molina, 1782                                  | Coypu                       | sisavci           | 2016 |
| Myriophyllum aquaticum (Vell.) Verdc.                          | Parrot's feather            | biljke            | 2016 |
| Myriophyllum heterophyllum Michaux                             | Broadleaf watermilfoil      | biljke            | 2017 |
| Nasua nasua Linnaeus, 1766                                     | South American coati        | sisavci           | 2016 |
| Nyctereutes procyonoides Gray, 1834                            | Kunopas                     | sisavci           | 2017 |
| Ondatra zibethicus Linnaeus, 1766                              | Bizamski štakor             | sisavci           | 2017 |
| Orconectes limosus Rafinesque, 1817                            | Spiny-cheek crayfish        | rakovi            | 2016 |
| Orconectes virilis Hagen, 1870                                 | Virile (northern) crayfish  | rakovi            | 2016 |
| Oxyura jamaicensis Gmelin, 1789                                | Crnoglava čakora            | ptice             | 2016 |
| Pacifastacus leniusculus Dana, 1852                            | signalni rak                | rakovi            | 2016 |
| Parthenium hysterophorus L.                                    | Whitetop weed               | biljke            | 2016 |
| Pennisetum setaceum (Forssk.) Chiov.                           | Crimson fountaingrass       | biljke            | 2017 |
| Perccottus glenii Dybowski, 1877                               | rotan, amurski spavač       | ribe              | 2016 |
| Persicaria perfoliata (L.) H. Gross                            | Asiatic tearthumb           | biljke            | 2016 |
| Plotosus lineatus (Thunberg, 1787)                             | Striped eel catfish         | ribe              | 2019 |
| Procambarus clarkii Girard, 1852                               | Red swamp crayfish          | rakovi            | 2016 |
| Procambarus fallax f. virginalis (Hagen, 1870)                 | mramorni rak                | rakovi            | 2016 |
| Procyon lotor Linnaeus, 1758                                   | Američki rakun              | sisavci           | 2016 |
| Prosopis juliflora (Sw.) DC.                                   | Mesquite                    | biljke            | 2019 |
| Pseudorasbora parva Temminck & Schlegel, 1846                  | Topmouth gudgeon            | ribe              | 2016 |
| Pueraria montana var. lobata (Willd.)                          | Kudzu vine                  | biljke            | 2016 |
| Salvinia molesta D.S. Mitch.                                   | Giant salvinia, kariba weed | biljke            | 2019 |
| Sciurus carolinensis Gmelin, 1788                              | Grey squirrel               | sisavci           | 2016 |
| Sciurus niger Linnaeus, 1758                                   | Bryant’s fox squirrel       | sisavci           | 2016 |
| Tamias sibiricus Laxmann, 1769                                 | Siberian chipmunk           | sisavci           | 2016 |
| Threskiornis aethiopicus Latham, 1790                          | sveti ibis                  | ptice             | 2016 |
| Trachemys scripta Schoepff, 1792                               | Crvenouha kornjača          | gmazovi           | 2016 |
| Triadica sebifera (L.) Small                                   | Chinese tallowtree          | biljke            | 2019 |
| Vespa velutina nigrithorax du Buysson, 1905                    | azijski stršljen            | kukci             | 2016 |

## Dodatne informacije
- Popis invazivnih vrsta u Europi